# 身延町立下部中学校
身延町立下部中学校（みのぶちょうりつしもべちゅうがっこう）は、山梨県南巨摩郡身延町常葉にかつて存在した公立中学校である。

## 概要
太平洋戦争以前は常葉地区には元々身延町立下部小学校（みのぶちょうりつしもべしょうがっこう）があり、1886年（明治19年）に設立、1908年（明治41年）に五条ヶ丘に移転し校舎が設置された。戦後、学制改革によって常葉地区に中学校の設置が必要となり、1947年（昭和22年）に下部小学校グラウンドを挟んで．向かい側に中学校が設置された。設立当時、旧下部町域の町立中学校は久那土地区に久那土中学校（くなどちゅうがっこう）、古関地区に古関中学校（ふるせきちゅうがっこう）があり、常葉地区のみでは子供の人口は少なかったことからグラウンドと体育館、プールは小学校と中学校で共用されていたが、ベビーブームが中学校に通うようになった1959年（昭和34年）は359名が通学している。
閉校について
下部町は2004年の平成の大合併により（旧）身延町と中富町と合併し（新）身延町となった。しかし合併後の下部中学校は1学年の人数が1桁と少子過疎化が止まらない状況となり、身延町内の他小中学校も同様であったことから、2012年（平成24年）に「小中学校統合計画・後期計画」が策定された。これにより身延町内の中学校は1校にまとめることが決定し、下部中学校は2016年（平成28年）3月を以て閉校となり、下部中学校に通学していた生徒は翌月よりスクールバスを利用して旧身延町域にある身延町立身延中学校（みのぶちょうりつみのぶちゅうがっこう）へ通学するようになった。下部小学校も2017年3月に閉校となり、児童は翌月より旧身延町域にある身延町立下山小学校（みのぶちょうりつしもやましょうがっこう）へ通学している。

## 沿革

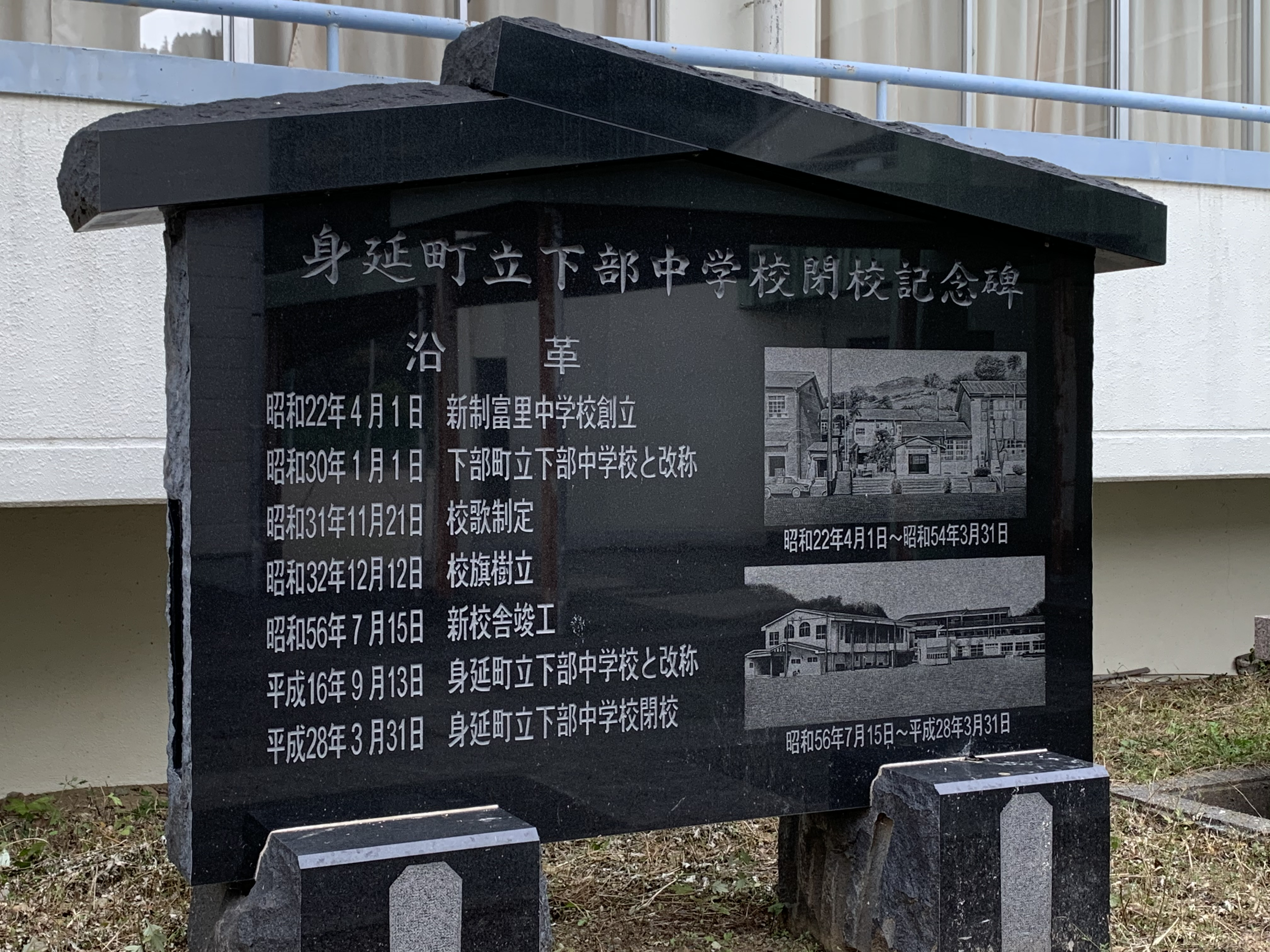
下部中学校閉校記念碑

- 1947年（昭和22年）4月1日 - 富里村立富里中学校として創立。
- 1955年（昭和30年）1月1日 - 富里村の町制執行により下部町立下部中学校に改称。
- 1956年（昭和31年）11月21日 - 校歌制定。
- 1957年（昭和32年）12月12日 - 校旗樹立。
- 1981年（昭和56年）7月15日 - 新校舎竣工。
- 2004年（平成16年）9月13日 - 身延町立下部中学校に改称。
- 2016年（平成28年）3月31日 - 閉校。

## 跡地について
中学校および小学校が廃校した後も施設は解体されず、地域住民がグラウンドや体育館を利用している。
2018年（平成30年）よりテレビアニメの放送が開始された『ゆるキャン△』にて舞台となる本栖高校（もとすこうこう）が下部中学校・小学校の場所にあるという設定で、作品に関連したイベントがグラウンドで実施されている。これに合わせて中学校卒業者を中心とした住民により『五条ヶ丘活性化推進協議会』が設立され、先述のイベントの協力や最寄り駅の甲斐常葉駅から本栖高校（下部中学校・小学校）までの順路標識を設置するなど協力を行なっている。2020年1月より同作品のテレビドラマ化が決定すると下部中学校の廃校舎がロケ地として使用され、作品内の図書室（中学校時代の図書室とは別の場所）や野外活動サークルの部室を再現のうえ撮影が行われた。2020年2月のイベント時は校舎が開放され、図書室と野外活動サークル部室の見学も可能となっている。2021年4月放送のテレビドラマ第2期主題歌であるLONGMANの「Hello Youth」ミュージックビデオでも、旧下部中学校・小学校がロケ地として用いられている。

## アクセス
- 身延線甲斐常葉駅より徒歩12分。

同駅から学校まで、『ゆるキャン△』の聖地巡礼者用に案内標識が設置されている。
- 中部横断自動車道下部温泉早川インターチェンジより車7分。

自家用車の場合、五条ヶ丘の麓にある常幸院駐車場で車を止め、徒歩2分。
- 身延町営バス旧下部中学校入口バス停下車。徒歩3分。

古関循環線と飯富本栖湖線があり、古関循環線は平日の町民向け、飯富本栖湖線は『ゆるキャン△』の聖地巡礼向けの要素が強い。
古関循環線は1日3本（左回り2本、右回り1本）の運行。日曜、休日と年末年始は運休。
飯富本栖湖線は1日2往復の運行、平日と年末年始は運休。
古関循環線は飯富ふれあいセンターバス停（フレスポみのぶ付近）で、飯富本栖湖線はフレスポみのぶバス停（飯富ふれあいセンターバス停付近）で中央高速バス（飯富バス停）に接続している。